# سحر السلاب
«سحر السلاب» هي مساعدة وزير التجارة والصناعة المصري سابقاً، والمرأة الوحيدة على مستوى الوطن العربى التي تولت منصب نائب رئيس مجلس إدارة بنك- البنك التجاري الدولي (مصر)- تلك المرأة صاحبة لقب«الأقوى تأثيرًا» على مستوى الشرق الأوسط طبقا لمجلة أرابيان بزنس كإحدى أقوى 500 شخصية تأثيرًا. كذلك تعد السلاب ضمن أقوى 100 شخصية نسائية تأثيرًا. وقد توالى اختيارها من أهم الشخصيات المؤثرة على مستوى الشرق الأوسط منذ عام 2006 من قبل الجامعة العربية، ومنذ عام 2008 من قبل مجلة فوربس. وقع عليها الاختيار عام 2013، لتكون ضمن أقوى 100 امرأة عربية.

## النشأة والتعليم

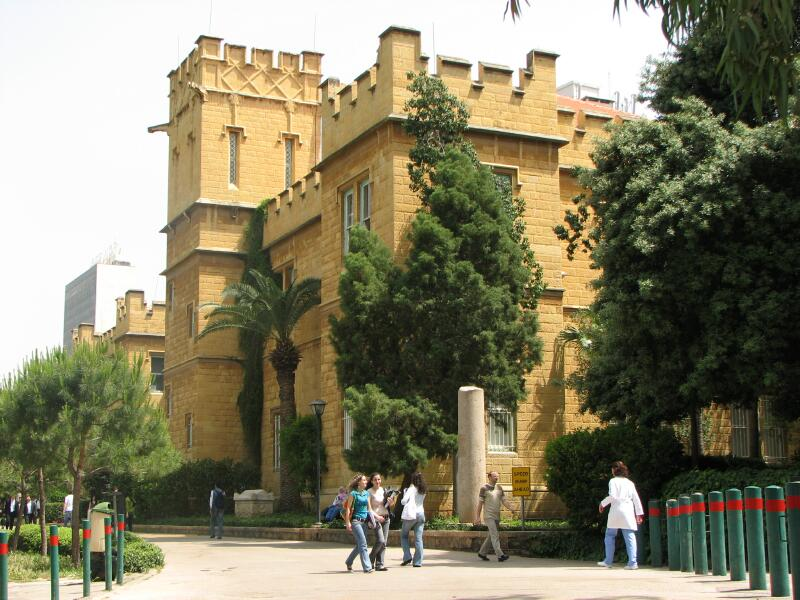
الجامعة الأمريكية في بيروت حيث درست السلاب

تعد السلاب من مواليد القاهرة عام 1952. وقد درست التجارة بالجامعة الأمريكية في بيروت وتخرجت عام 1973.

## اختيار سبقته رؤية
قررت سحر السلاب بمحض إرادتها أن تنهى سنوات عمل طويلة أمضتها في القطاع المصرفي والذي أحدثت به طفرة كبيرة مازالت ترتبط باسمها إلى الآن. ورغم أن دخلها كان من أعلى الدخول في مجال البنوك على مستوى العالم العربي، ورغم أيضا من أنها كانت مرشحة من قبل رئيس الوزراء الإيطالى آنذاك لتنشئ بنك يورو ميديترانيان (Euro Mediterranean)؛ فضلت أن تخدم مصر في قطاع جديد ألا وهو التجارة الداخلية. وبالفعل تولت منصب مساعد الوزير للتجارة الداخلية وكانت لها رؤية خاصة للنهوض بالتجارة الداخلية، حيث تقول «كنت بالفعل متحمسة جدًا، وبدأت عملى وقمت بجلب شباب صغير للعمل في الوزراة ولكنى اصطدمت بالبيروقراطية».

## التجارة الداخلية

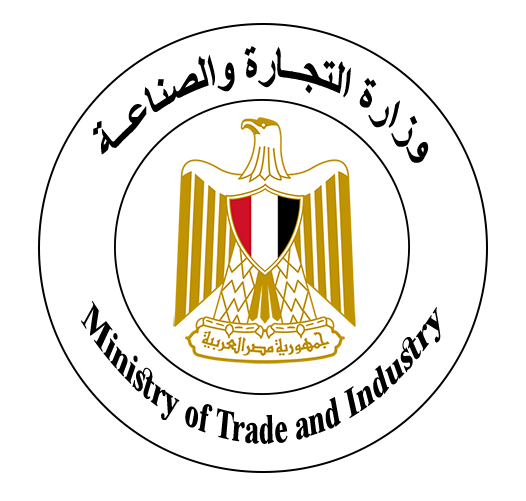
شعار وزارة التجارة والصناعة المصرية، حيث عملت السلاب

كانت رؤية السلاب تنصب على تنمية المحافظات وتنشيط الهجرة العكسية إليها. وبالفعل قامت بزيارة ماليزيا وتركيا لنقل خبراتهم في تنمية الاقتصاد إلى مصر. وتضيف مؤكدة أن تلك الدول نهضت من خلال تنشيط تجارتها الداخلية. كما أنها قامت بعمل استراتيجية كاملة للنهوض التجارة الداخلية، تعتمد على خلق أسواق نظيفة وآدمية في جميع محافظات مصر بعد أن قامت بزيارتها واصطدمت بواقعها؛ إذ تقول: «في زياراتى للمحافظات وجدت أن الأسواق الموجودة هناك غير آدمية بالمرة، فبيع الطيور يتم بجوار بيع الجبن إلى جوار بيع الشباشب، في أماكن لا تصل إليها الكهرباء وغير مجهزة حتى ببلاط في الأرضيات». 
ورغم منصبها كمساعد وزير ولكن سياسة المركزية التي تقوم عليها كل مؤسسات مصر كانت تعيقها عن اتخاذ أي قرار «لم يكن لدى سلطة إمضاء قرار بسفر أولادى ليوم إلى أي من محافظات مصر، وليس لأحد تلك السلطة إلا الوزير».
وكانت الاستراتيجية التي سعت السيدة سحر السلاب إلى تطبيقها في المحافظات تعتمد على فتح أسواق ومنافذ بيع في كل المحافظات، وتضيف قائلة «تأجير مساحة بسيطة للمواطنين كمنفذ بيع، مخبز، طيور، خضار. والإيجار يكون مقابل جنيهات بسيطة حتى يتعلم المواطن المستأجر أنها دورة عمل أو دورة مال عندما يذهب ويدفع إيجاره للحكومة». لكن الحصول على أراض من المحافظات لبناء تلك الأسواق كان أشبه بالانتحار «وكأن تلك الأراضى ملكية خاصة، فالصعوبة التي واجهتها حالت دون الحصول على الأراضى وكأنها ليست أراضى مصرية».
كما أن مشكلة الحكومات والنظام في مصر عمومًا هي الشللية، وهذا ينطبق على جميع المجالات سواء حكومة أو سياسة أو إعلام ولو استطعنا التغلب على هذه الشللية لحققنا تقدمًا سريعًا في كثير من المجالات.

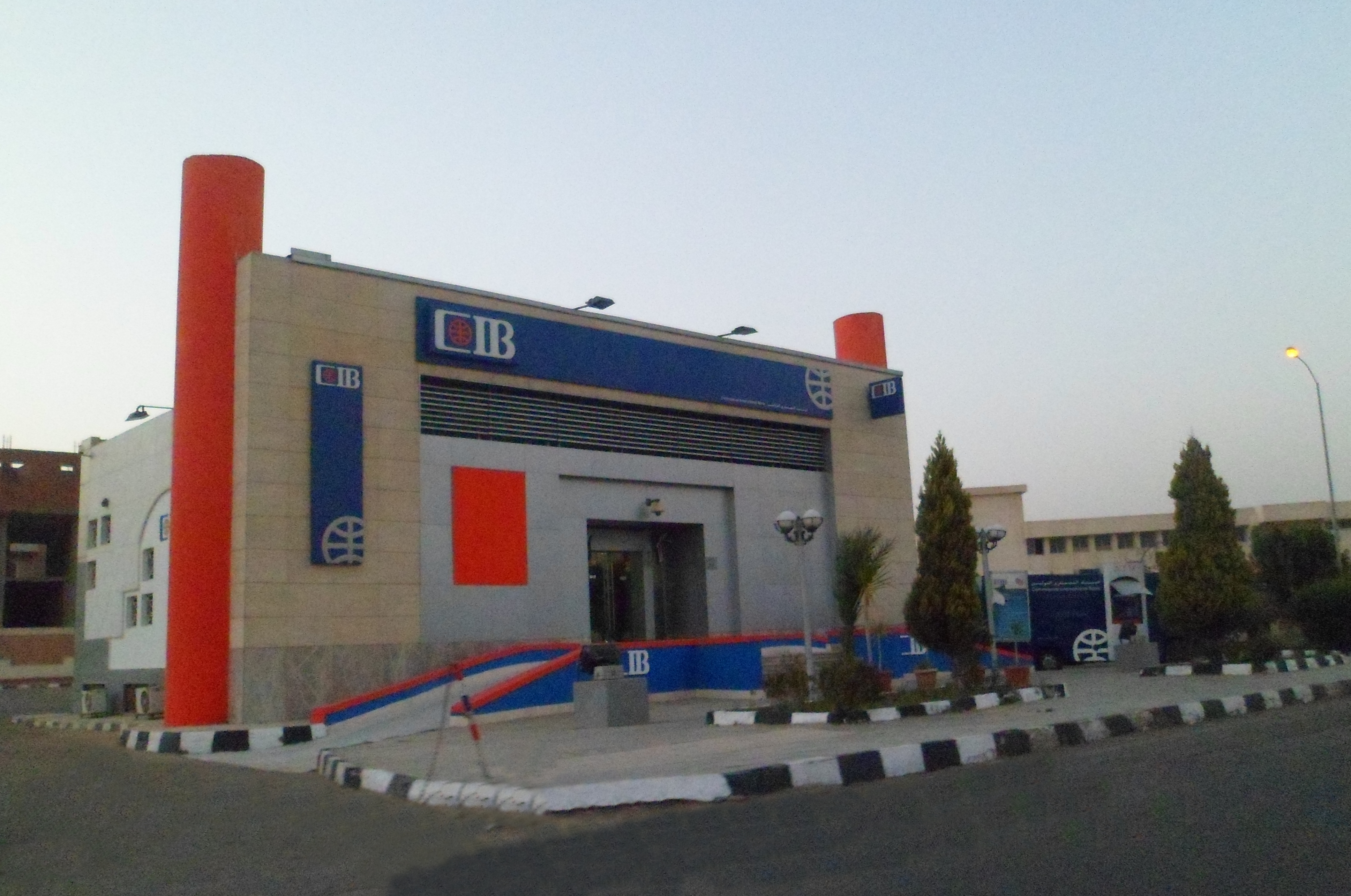
أحد فروع البنك التجاري الدولي في مصر حيث تولت السلاب منصب نائب رئيس مجلس إدارته

## المرأة المصرية
تؤمن السيدة سحر السلاب بقدرات المرأة المصرية؛ فتقول: «إن السيدة المصرية عاشقة للنجاح ولديها القدرة على تقسيم وقتها وتنظيمه ولديها القدرة على استيعاب المشكلات، فلماذا لا تتقلد المراكز الأولى! ولماذا عمل المرأة يقتصر على الأماكن التي تخص المرأة كوزارات بعينها على سبيل المثال: البيئة والتأمينات». وتضيف أنها بعد مشوار طويل من العمل والعطاء تمتلك القدرة على الدراسة والتحليل.
وتضيف موضحة أن نسبة السيدات العاملات في البنك التجاري الدولي (مصر) عندما بدأت عملها به كانت 18%- سكرتارية- "وأصبحت تلك النسـبة يوم تركت عملى 43% مسئولى إدارات. ومن هنا تقول السلاب: "أؤمن بأننا باحتياج لامرأة في مركز قوة تتبنى بقية السيدات". وتوضح أنه لو تخـيلنا أن الـ49% وهي نسبة السيدات في مصر تعمل وتكسب بجوار الرجل، فإن هذا سوف يصب في صالح النهوض بمستوى الأسرة عندما تساهم المرأة في زيادة دخل الأسرة. وهذا الفكر يحتاج إلى رجل قوى يعجب بفكر المرأة ليساندها. وتؤكد السلاب أن مصر لن تنهض إلا بالرجل والمرأة جنبًا إلى جنب. وتؤكد على دور زوجها ووقوفه بجانبها وتشجيعه لها على استكمال مسيرتها.

## نظرتها للعمل
ترى السلاب أن الإنسان لابد أن يحيا ليكمل مسيرة عطائه، بهذا الإيمان وحده يستطيع الإنسان الانتصار على كبوات الحياة فينهض ويواصل مسيرة حياته. وتقول: «لابد وأن يحيا الإنسان ويعمل ويندمج مع المجتمع المحيط به، وأنا لا أستطيع أن أحيا بدون عمل وبدون إدارة أعمال»، وتضيف بأنها امرأة موهوبة في مجالها والعمل ساعدها على اجتياز أزمة فقدها لابنها.

## إنجازات

### سيدة بيزنس نيوز
في عام 2010، اختارت مجلة «بيزنس نيوز» الكويتية سيدة الأعمال سحر السلاب ضمن أقوى 5 سيدات بالعالم. وأكدت السلاب أنها لم تكن تعلم عن هذه المسابقة، بل فوجئت بهذا الاختيار الذي أسعدها كثيراً، مؤكدة أن عملها لمدة طويلة كمستشارة للمهندس رشيد محمد رشيد، وزير التجارة والصناعة، وسميحة فوزي، مستشارة الوزير، ساعدها بشكل كبير على أن تكتسب العديد من الخبرات، وأعطاها مزيدًا من الثقة في العمل، بالإضافة إلى توليها منصبا هاما في القطاع المصرفى لفترة طويلة.
كما أوضحت أن المهندس رشيد يقوم بتنفيذ الاستراتيجية التي وضعتها إبان عملها معه بشكل صحيح بهدف تنمية وتطوير هذا القطاع الحيوى، الذي أصبح الاهتمام به من أولى أولويات الوزارة، داعية أن يُوفق الجميع في إنجاز هذه الاستراتيجية بالشكل المطلوب.
وأضافت أنها فخورة لاختيارها مع صديقتها نيفين الطاهرى، وهي المؤسسة والرئيسة السابقة لمجموعة «دلتا رسملة» لتداول الأوراق المالية، والتي تربطها بها صداقة قوية دامت لأكثر من 25 عاماً، مبدية سعادتها بالاختيار المبنى على الإنجازات المتميزة في مجال المال والأعمال، حسب قولها.
وكانت مجلة «بيزنس نيوز» الكويتية قد اختارت مؤخرًا كلا من سحر السلاب، المساعد السابق لوزير التجارة والصناعة لشئون تنمية التجارة الداخلية، ونيفين الطاهرى، الرئيسية السابقة لمجموعة دلتا رسملة لتداول الأوراق المالية، ضمن أفضل 5 سيدات عربيات نظرا لإنجازاتهن المتميزة في مجال المال والأعمال.

### الوظائف
من بين المناصب التي شغلتها السلاب: 
- مساعدة لوزير التجارة والصناعة للتنمية والاستثمار في التجارة الداخلية سابقًا
- نائبة رئيس مجلس الإدارة والعضو المنتدب للبنك التجاري بمصر CIB, مارس 2005- سبتمبر 2008
- رئيسة مجلس إدارة شركة سي أي كابيتال القابضة للاستثمارات
- مديرة الائتمان بسيتي بنك – القاهرة، 1976-1981

### المراكز والعضويات الشرفية
- عضوة مجلس إدارة «المجلس القومي للمرأة» عام 2009
- عضوة مجلس إدارة بالغرفة التجارية الأمريكية American Chamber of Commerce
- عضوة بالمنتدى العربي الدولي للمرأة بلندن
- المستشارة الاقتصادية لمجلس سيدات الأعمال العرب.
- عضوة بالمجلس القومي للأمومة و الطفولة.
- عضوة بالمجلس الأعلي للهلال الأحمر المصري.
- عضوة مجلس الأمناء لجمعية «أنا المصري»
- عضوة مجلس الأمناء لجامعة المستقبل.[5]

### الإنجازات المتميزة
- تم منحها جائزة أفضل «عشرون سيدة أعمال في العالم» من قبل المؤسسة العالمية للمرأة.
- أدرجت مجلة «فوربز» اسمها ضمن العشرة الأوائل في قائمة أهم خمسين سيدة أعمال عربية.
- اختارتها مجلة «بيزنس نيوز» الكويتية ضمن أفضل 5 سيدات عربيات نظرًا لإنجازاتهن المتميزة في مجال المال والأعمال.
- تم اختيارها لتكون متحدثة في القمة الإستراتيجية المصرفية العالمية المنعقدة في دبي Global Summit of Women.
- تأسيس جهاز تنمية التجارة الداخلية اثناء عملها كمساعدة لوزير التجارة والصناعة للتنمية والاستثمار في التجارة الداخلية.[2]

### الجوائز التقديرية
- جائزة الجامعة العربية لعام 2006 لأفضل سيدة أعمال في مصر.
- جلوبال تريدرز عام 2007 لأفضل مصرفية في مصر.[2]